# Jezioro Kazubskie
Jezioro Kazubskie (kaszb. Kazubsczé Jezoro) – przepływowe jezioro rynnowe w mezoregionie Bory Tucholskie, w kompleksie leśnym Borów Tucholskich, położone w powiecie starogardzkim województwa pomorskiego, na zachód od wsi letniskowej Kazub. 
Nad jeziorem znajduje się ośrodek wypoczynkowy i sezonowe kąpielisko.
Powierzchnia całkowita: 17,2 ha, głębokość maksymalna 18 m